# Гранд-Кру
Гранд-Кру (англ. Grand Kru) — одно из графств Либерии. Административный центр — город Баркливилл.

## География
Расположено в юго-восточной части страны. Граничит с графствами: Мэриленд (на востоке), Ривер-Ги (на севере) и Синоэ (на северо-западе); на юге и юго-западе омывается водами Атлантического океана. Площадь составляет 3894 км².

## Население
Население по данным переписи 2008 года — 57 106 человек; средняя плотность населения — 14,67 чел./км².
Большая часть населения говорит на диалектах кру. Как язык образования распространён английский.
Динамика численности населения графства по годам:
| 1984   | 2008   | 2013   |
| ------ | ------ | ------ |
| 62 791 | 57 106 | 55 174 |

## Административное деление
В административном отношении подразделяется на 4 округа:
- Сасстаун
- Буа
- Верхний Кру-Кост
- Нижний Кру-Кост